# ATP de Zagreb de 2013
O ATP de Zagreb de 2013 foi um torneio masculino disputado em quadras duras cobertas na cidade de Zagreb, na Croácia. Esta foi a 9ª edição do evento.

## Dristribuição de pontos
| Evento            | V   | F   | SF | QF | Segunda rodada | Primeira rodada | Q  | Q3 | Q2 | Q1 |
| Simples masculino | 250 | 150 | 90 | 45 | 20             | 0               | 12 | 6  | 0  | 0  |
| Duplas masculinas | 250 | 150 | 90 | 45 | 0              | —               | —  | —  | —  | —  |

## Chave de simples

### Cabeças de chave
| País | Jogador          | Rank1 | Cabeça |
| ---- | ---------------- | ----- | ------ |
| CRO  | Marin Čilić      | 13    | 1      |
| ITA  | Andreas Seppi    | 18    | 2      |
| RUS  | Mikhail Youzhny  | 27    | 3      |
| AUT  | Jürgen Melzer    | 30    | 4      |
| SVK  | Martin Kližan    | 33    | 5      |
| CYP  | Marcos Baghdatis | 35    | 6      |
| BUL  | Grigor Dimitrov  | 40    | 7      |
| SVK  | Lukáš Lacko      | 49    | 8      |

- 1 Rankings como em 28 de janeiro de 2013

### Outros participantes
Os seguintes jogadores receberam convites para a chave de simples:
- Nikola Mektić
- Mate Pavić
- Antonio Veić

Os seguintes jogadores entraram na chave de simples através do qualificatório:
- Michael Berrer
- Ilija Bozoljac
- Philipp Petzschner
- Filip Veger

Os seguintes jogadores entraram na chave de simples como lucky loser:
- Dino Marcan
- Matteo Viola

### Desistências
- Evgeny Donskoy
- Łukasz Kubot (lesão no tornozelo)
- Gilles Müller
- Björn Phau
- Andreas Seppi (febra alta)

Durante o torneio
- Michael Berrer (fadiga)
- Lukáš Lacko (lombalgia)

## Chave de duplas

### Cabeças de chave
| País | Jogador           | País | Jogador            | Rank1 | Cabeça |
| ---- | ----------------- | ---- | ------------------ | ----- | ------ |
| SWE  | Robert Lindstedt  | ROU  | Horia Tecău        | 17    | 1      |
| AUT  | Julian Knowle     | SVK  | Filip Polášek      | 68    | 2      |
| MEX  | Santiago González | USA  | Scott Lipsky       | 68    | 3      |
| AUT  | Jürgen Melzer     | GER  | Philipp Petzschner | 75    | 4      |

- 1 Rankings como em 28 de janeiro de 2013

### Outros participantes
As seguintes parcerias receberam convites para a chave de duplas:
- Toni Androić /  Dino Marcan
- Mate Delić /  Franko Škugor

### Desistências
- Evgeny Donskoy
- Lukáš Lacko (lombalgia)
- Björn Phau
- Andreas Seppi (febre alta)

Durante o torneio
- Marcos Baghdatis (lesão no pé)

## Campeões

### Simples
- Marin Čilić venceu  Jürgen Melzer, 6–3, 6–1

### Duplas
- Julian Knowle /  Filip Polášek venceram  Ivan Dodig /  Mate Pavić, 6–3, 6–3